# Larosterna inca
La sterna inca (Larosterna inca Lesson, 1827), è un uccello della sottofamiglia Sterninae nella famiglia Laridae, e unico rappresentante del genere Larosterna.

## Tassonomia
Larosterna inca non ha sottospecie, è monotipica.

## Aspetti morfologici
Tra tutte le sterne, questa è sicuramente la più appariscente. Il piumaggio è grigio-ardesia, leggermente più scuro sul capo e sulla coda, ma la caratteristica principale è la coppia di piume bianche, simili a baffi, di oltre cinque centimetri ai lati del becco rosso-arancio. Le ali sono bordate di bianco e le zampe hanno il colore del becco, mentre sui "baffi" c'è una macchia gialla. È lunga 39-42 centimetri e pesa 175-200 grammi, la livrea è uguale nei due sessi.

## Distribuzione e habitat
Questa sterna vive lungo le coste andine, dal Perù al Cile. È saltuaria in Ecuador, Colombia e Panama.

## Biologia
La sterna inca è un uccello sociale, vive in colonie sulle scogliere dell'America del Sud e la sua presenza è strettamente legata alla Corrente di Humboldt, nella quale si trova il suo nutrimento. Si ciba di pesce, soprattutto di acciughe che caccia come la maggior parte delle sterne, cioè tuffandosi dall'alto sulla sua preda. Si riunisce anche in grandi stormi attorno a otarie e a megattere per raccogliere gli avanzi di cibo.

Nidifica in buche del terreno o nei vecchi nidi abbandonati dei pinguini di Humboldt. La femmina depone 1-2 uova che cova per circa trenta giorni. I pulcini lasciano il nido alla settima settimana dalla schiusa.

Il verso è simile al miagolio di un gatto.

## Galleria d'immagini

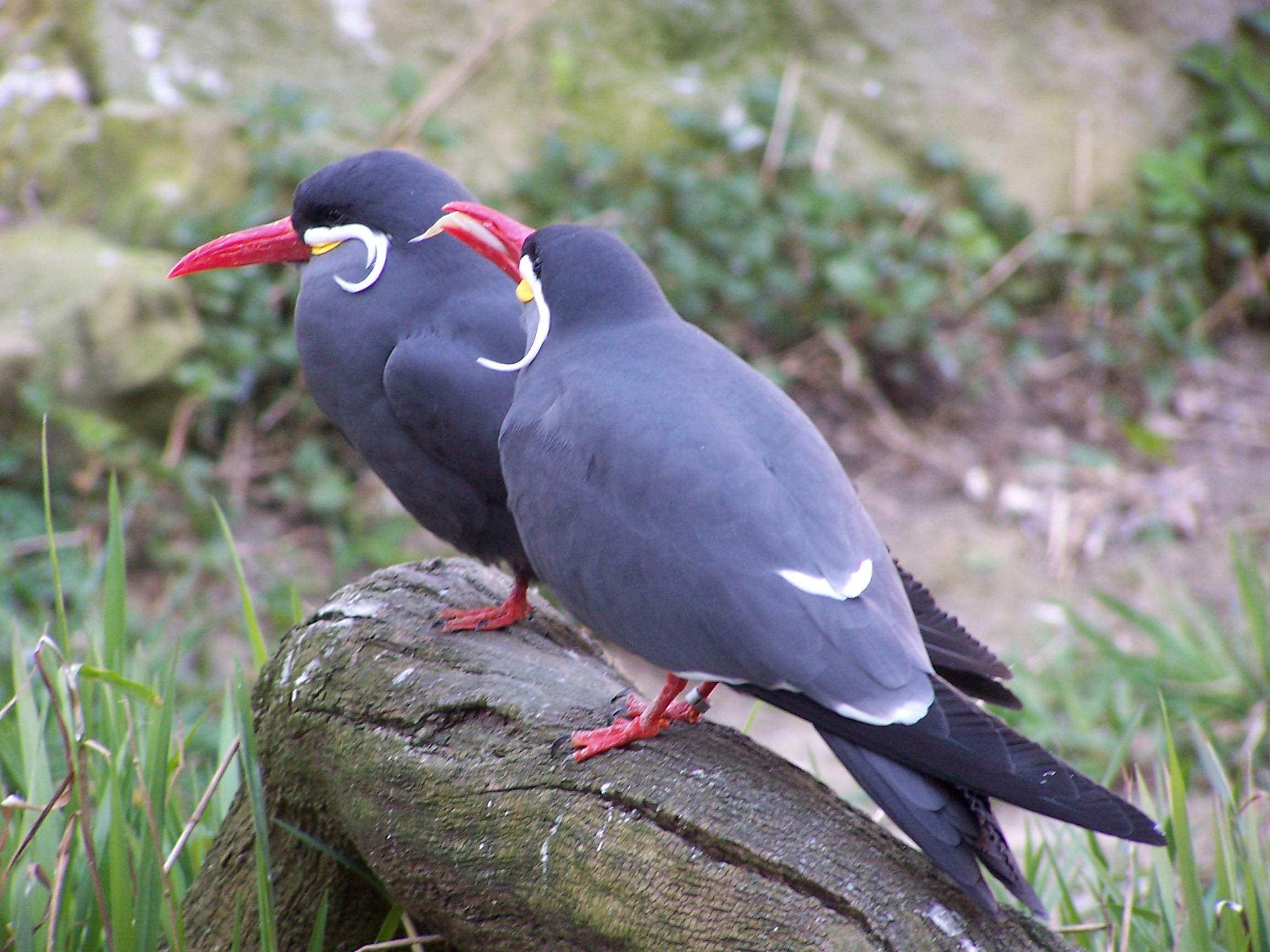
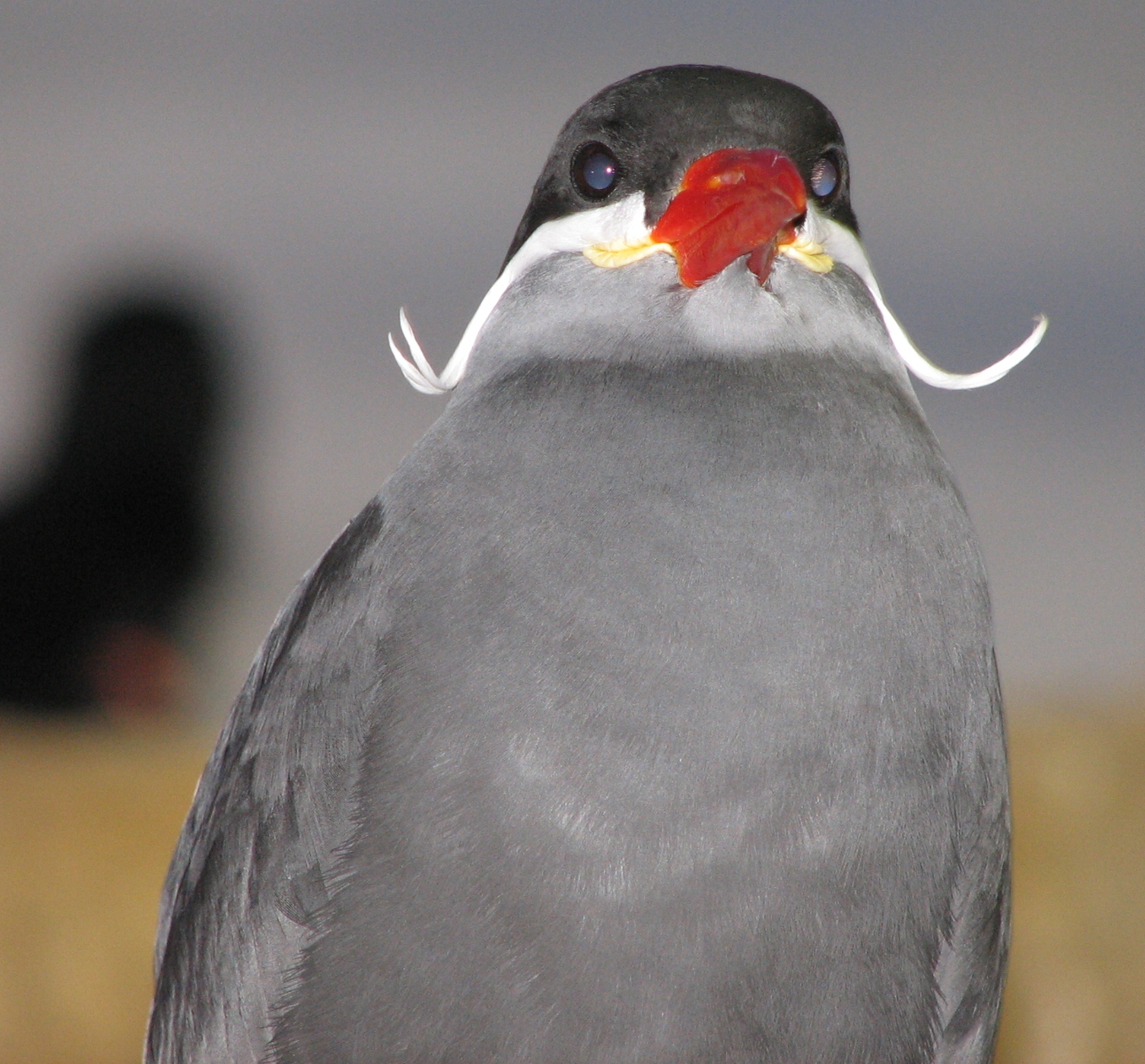
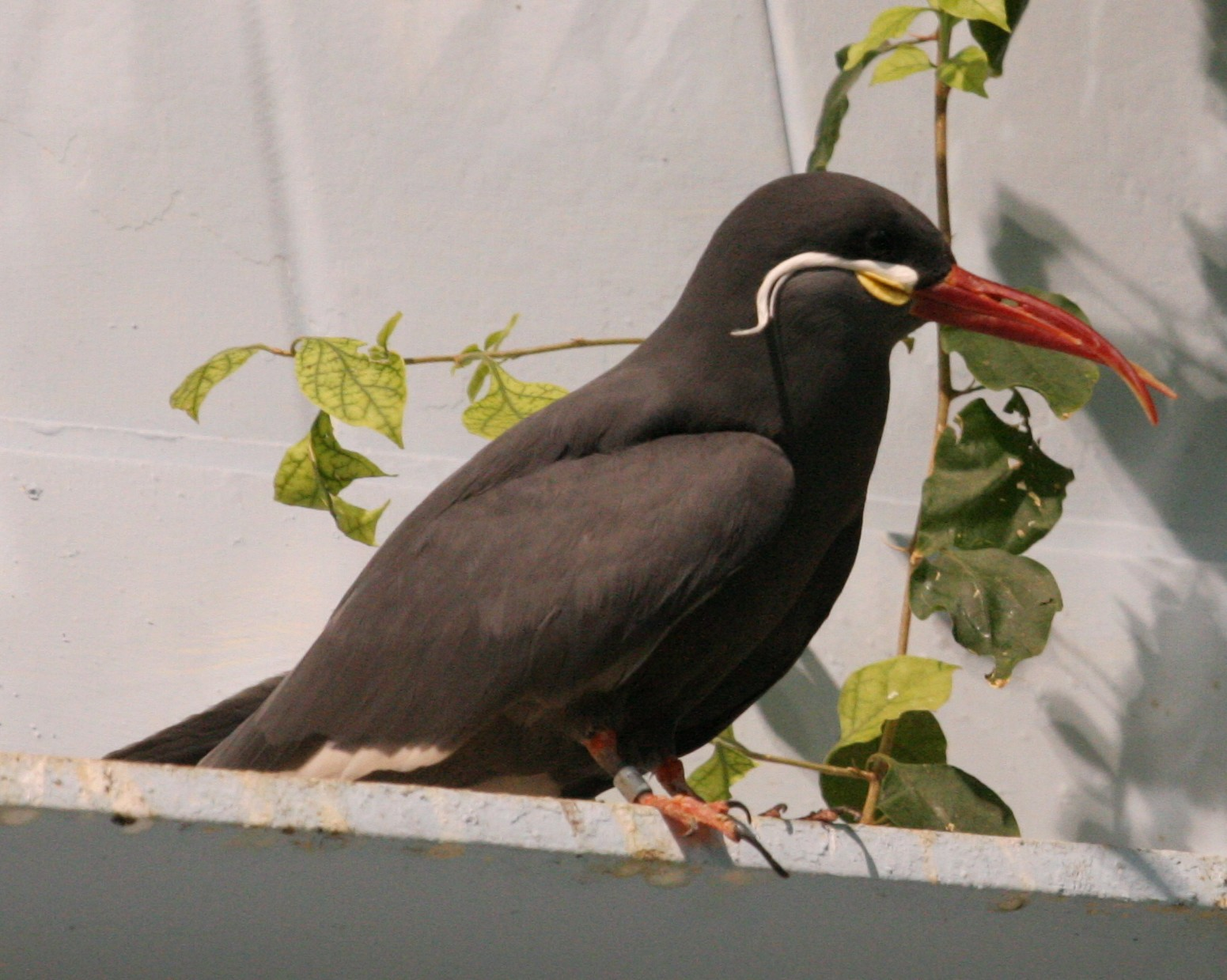